# Genski izražaj
Genski izražaj ili genska ekspresija ostvarenje je informacije iz gena radi proizvodnje genskoga proizvoda. 
Obično je taj proizvod funkcionalna bjelančevina ili nebjelančevinski kodni geni kao što su vrste ribonukleinske kiseline (RNK) poput prijenosnog ili malog jezgrenog RNK-a. Ovim se procesom služe sva živa bića, eukarioti (višestanični organizmi), prokarioti (bakterije i arheje), i njime se služe virusi radi stvaranja makromolekulskog sustava za život.
Proces u širem smislu obuhvaća i transkripciju i translaciju. Transkripcija je prvi korak koji vodi prema genskom izražaju. Kada se glasnički RNK translatira u bjelančevine, one aktiviraju ili deaktiviraju genski izražaj u stanicama, ovisno o prigušivaču, represoru, pojačivaču i dr.
Ponajviše se odnosni na transkripciju, jer u njoj se odredi koji će geni doći do izražaja, pa tako premda u organizmu svaka stanica ima iste gene nastaju različite funkcijske vrste stanica, kao što su mišićne ili živčane.
U reguliranju izražavanja eukariotskih gena važnu ulogu ima struktura kromatina. Ulogu u posttranskripcijskom reguliranju genskog izražaja ima mikroRNK.
Da bi se razumjelo ulogu gena u normalnom oblikovanju različitih tkiva i organa, važna su istraživanja genskog izražaja, genskih proizvoda te čimbenika uključenih u njihovu regulaciju tijekom ranog razvoja čovjeka. Da bi se otkrilo moguće mehanizme nastanka nekih anomalija i bolesti u čovjeka, potrebne su spoznaje o njihovom normalnom prostornom i vremenskom izražaju, istraženom direktno u ljudskim tkivima.
U genetici je genski izražaj najosnovnija razina s koje genotip daje mjesta fenotipu. Genski kod pohranjen u DNK-u putem genskog izražavanja predstavljen je prema vanka, odnosno osobine izražavanjem dolaze do izražaja u organizmovom fenotipu. Takvi fenotipovi obično su izraženi sintezom bjelančevina koje nadziru organizmov oblik ili koje se ponašaju kao enzimi koji kataliziraju specifične metabolitske puteve koji su svojstveni organizmu.